# Jean-Louis Monnier
Pour les articles homonymes, voir Monnier.
Jean-Louis Monnier est un homme politique français né le 26 août 1780 à Jeurre (Jura) et décédé le 16 novembre 1842 à Lyon (Rhône).
Négociant à Lyon, il est député du Jura de 1834 à 1837, siégeant au centre et soutenant les ministères.

## Sources
- « Dictionnaire des parlementaires français de 1789 à 1889 (Adolphe Robert, Edgar Bourloton et Gaston Cougny) », sur gallica BNF (consulté le 8 décembre 2013)